# Wang Chongwei
Wang Chongwei (chinesisch 王崇煒 / 王崇炜, Pinyin Wáng Chóngwěi; * 10. Dezember 1988) ist ein ehemaliger  chinesischer Eishockeyspieler, der bis 2017 bei China Dragon in der Asia League Ice Hockey unter Vertrag stand.

## Karriere
Wang Chongwei begann seine Karriere als Eishockeyspieler bei der Amateurmannschaft aus Qiqihar. 2008 wechselte er zu den in die multinationale Asia League Ice Hockey. In 22 Spielen blieb der Angreifer dabei punktlos und scheiterte mit seiner Mannschaft an der Qualifikation für die Playoffs. In der Saison 2009/10, die Sharks hatten sich inzwischen in China Dragon umbenannt, bereitete der Chinese in 29 Spielen seine ersten vier Tore in der Asia League Ice Hockey vor. In der Saison 2010/11 konnte sich der Nationalspieler auf 34 Einsätze steigern, bei denen er ein Tor vorbereitete. In der Spielzeit 2016/17 war Wang, der inzwischen über 200 Einsätze in der Asia League absolviert hat, Mannschaftskapitän des Drachen.

### International
Für China nahm Wang Chongwei im Juniorenbereich an der U18-Junioren-Weltmeisterschaft der Division III 2007, und der U20-Junioren-Weltmeisterschaft der Division III 2007 sowie der U20-Junioren-Weltmeisterschaft der Division II 2008 teil.
Im Seniorenbereich stand der Angreifer im Aufgebot Chinas bei den Weltmeisterschaften der Division II 2010, 2012, 2013, 2014 und 2016, als er zum besten Spieler seiner Mannschaft gewählt wurde. 2013 und 2016 fungierte er als Mannschaftskapitän der Chinesen. Zudem vertrat er seine Farben bei den Winter-Asienspielen 2011 und 2017.

## Erfolge und Auszeichnungen
- 2007 Aufstieg in die Division II bei der U20-Junioren-Weltmeisterschaft der Division III

## Asia-League-Statistik
(Stand: Ende der Saison 2016/17)